# Specifični obujam
Specifični obujam, maseni obujam ili specifični volumen je omjer obujma (volumena) V neke tvari i njene mase m:
{\displaystyle v={V \over m}}
Mjerna jedinica za specifični obujam je kubični metar po kilogramu (m3/kg). Specifični obujam je recipročna vrijednost gustoće ρ neke tvari, odnosno specifični obujam je obujam jedinice mase neke tvari:
{\displaystyle v={1 \over \rho }}
Pri navođenju podataka o specifičnom obujmu neke tvari treba označiti tlak i temperaturu, kao kod gustoće.

## Neke vrijednosti specifičnog obujma
Tablica pokazuje gustoću i specifični obujam za neke tvari kod standardnog tlaka i temperature, koji se određuje kao 0 °C (273,15 K) i 1 atm (101,325 kPa, 760 torr):
| Kemijska tvar    | Gustoća | Specifični obujam |
| ---------------- | ------- | ----------------- |
|                  | kg/m3   | m3/kg             |
| Zrak             | 1,29    | 0,77              |
| Led              | 916,7   | 0,001 09          |
| Voda (tekućina)  | 1 000   | 0,001             |
| Slana voda       | 1 030   | 0,000 97          |
| Živa             | 13 546  | 0,000 07          |
| R-22* (freon)    | 3,66    | 0,273             |
| Amonijak         | 0,769   | 1,30              |
| Ugljikov dioksid | 1,977   | 0,506             |
| Klor             | 2,994   | 0,334             |
| Vodik            | 0,0899  | 11,12             |
| Metan            | 0,717   | 1,39              |
| Dušik            | 1,25    | 0,799             |
| Vodena para*     | 0,804   | 1,24              |

(*) - vrijednosti nisu uzete kod standardnog tlaka i temperature.

## Specifične veličine
Specifične veličine su fizikalne veličine koje su količnik neke veličine i mase. Međunarodne i hrvatske norme preporučuju u nazivu takvih veličina pridjev maseni ili specifični (jednako kao za veličine ovisne o duljini pridjev linearni, za veličine ovisne o površini površinski, obujmu obujamni ili volumni i drugo).
Tablica: Primjeri specifičnih veličina:
| Naziv veličine                                             | Znak i definicija veličine | Znak mjerne jedinice |
| ---------------------------------------------------------- | -------------------------- | -------------------- |
| Specifični obujam, maseni obujam                           | v = V/m                    | m3/kg                |
| Masena energija, specifična energija                       | e = E/m                    | J/kg                 |
| Maseni toplinski kapacitet, specifični toplinski kapacitet | c = C/m                    | J/(kg K)             |
| Masena aktivnost, specifična aktivnost                     | a = A/m                    | Bq/kg                |
| Masena težina, specifična težina*                          | g = G/m                    | N/kg                 |

- - specifična težina katkad je i neispravan naziv za relativnu gustoću neke tvari prema vodi.

Neke takve veličine imaju posebne nazive, koji ne sadrže pridjev maseni ili specifični, na primjer ionizacijska ekspozicija: X = Q/m (znak jedinice C/kg). Stariji nazivi nekih mjernih veličina imali su pridjev specifični i u drugim značenjima, ponajviše ako su se odnosili na svojstva tvari, na primjer električna otpornost (stariji naziv specifični električni otpor): ρ = R S/l (znak jedinice Ω m), električna provodnost (stariji naziv specifična električna vodljivost): λ = G l/S (znak jedinice S/m).